# Pacific Coast Championships 1972
Il Pacific Coast Championships 1972 è stato un torneo di tennis giocato sul sintetico. È stata l'83ª edizione del Pacific Coast Championships, che fa parte del Commercial Union Assurance Grand Prix 1972. Si è giocato ad Albany negli Stati Uniti, dal 25 settembre al 1º ottobre 1972.

## Campioni

### Singolare
Jimmy Connors ha battuto in finale  Roscoe Tanner con il punteggio di 6–2, 7–6

### Doppio
Bob Hewitt /  Frew McMillan hanno battuto in finale  Ove Nils Bengtson /  Björn Borg con il punteggio di 6–4, 6–2